# Fairview Shores
Fairview Shores ist ein census-designated place (CDP) im Orange County im US-Bundesstaat Florida. Das U.S. Census Bureau hat bei der Volkszählung 2020 eine Einwohnerzahl von 10.722 ermittelt.

## Geographie
Fairview Shores grenzt an die Städte Orlando, Maitland, Winter Park und Eatonville. Der CDP wird von der Interstate 4, vom U.S. Highway 441 (SR 500) sowie von den Florida State Roads 423, 424, 426 und 434 durchquert.

## Demographische Daten
Laut der Volkszählung 2010 verteilten sich die damaligen 10.239 Einwohner auf 4921 Haushalte. Die Bevölkerungsdichte lag bei 1296,1 Einw./km². 69,9 % der Bevölkerung bezeichneten sich als Weiße, 18,1 % als Afroamerikaner, 0,4 % als Indianer und 3,7 % als Asian Americans. 4,1 % gaben die Angehörigkeit zu einer anderen Ethnie und 3,8 % zu mehreren Ethnien an. 14,0 % der Bevölkerung bestand aus Hispanics oder Latinos.
Im Jahr 2010 lebten in 25,6 % aller Haushalte Kinder unter 18 Jahren sowie 22,7 % aller Haushalte Personen mit mindestens 65 Jahren. 53,5 % der Haushalte waren Familienhaushalte (bestehend aus verheirateten Paaren mit oder ohne Nachkommen bzw. einem Elternteil mit Nachkomme). Die durchschnittliche Größe eines Haushalts lag bei 2,28 Personen und die durchschnittliche Familiengröße bei 2,97 Personen.
22,1 % der Bevölkerung waren jünger als 20 Jahre, 29,2 % waren 20 bis 39 Jahre alt, 30,3 % waren 40 bis 59 Jahre alt und 18,3 % waren mindestens 60 Jahre alt. Das mittlere Alter betrug 39 Jahre. 49,6 % der Bevölkerung waren männlich und 50,4 % weiblich.
Das durchschnittliche Jahreseinkommen lag bei 40.089 $, dabei lebten 25,4 % der Bevölkerung unter der Armutsgrenze.
Im Jahr 2000 war Englisch die Muttersprache von 88,91 % der Bevölkerung, Spanisch sprachen 7,87 % und 3,22 % hatten eine andere Muttersprache.